# Montagut e Gordon
Montaigut-le-Blanc és un municipi francès situat al departament del Puèi Domat i a la regió d'Alvèrnia-Roine-Alps. L'any 2007 tenia 728 habitants.

## Demografia

### Població
El 2007 la població de fet de Montaigut-le-Blanc era de 728 persones. Hi havia 301 famílies de les quals 94 eren unipersonals (53 homes vivint sols i 41 dones vivint soles), 73 parelles sense fills, 102 parelles amb fills i 32 famílies monoparentals amb fills.
La població ha evolucionat segons el següent gràfic:
Habitants censats

### Habitatges
El 2007 hi havia 485 habitatges, 309 eren l'habitatge principal de la família, 95 eren segones residències i 81 estaven desocupats. 458 eren cases i 24 eren apartaments. Dels 309 habitatges principals, 248 estaven ocupats pels seus propietaris, 49 estaven llogats i ocupats pels llogaters i 12 estaven cedits a títol gratuït; 3 tenien una cambra, 12 en tenien dues, 65 en tenien tres, 80 en tenien quatre i 148 en tenien cinc o més. 202 habitatges disposaven pel capbaix d'una plaça de pàrquing. A 117 habitatges hi havia un automòbil i a 160 n'hi havia dos o més.

### Piràmide de població
La piràmide de població per edats i sexe el 2009 era:
| Homes | Edats   | Dones |
| ----- | ------- | ----- |
| 0     | 95 o +  | 0     |
| 0     | 90 a 94 | 0     |
| 8     | 85 a 89 | 4     |
| 0     | 80 a 84 | 12    |
| 12    | 75 a 79 | 8     |
| 8     | 70 a 74 | 16    |
| 20    | 65 a 69 | 16    |
| 16    | 60 a 64 | 4     |
| 16    | 55 a 59 | 20    |
| 28    | 50 a 54 | 4     |
| 20    | 45 a 49 | 24    |
| 20    | 40 a 44 | 24    |
| 36    | 35 a 39 | 20    |
| 20    | 30 a 34 | 28    |
| 28    | 25 a 29 | 20    |
| 16    | 20 a 24 | 16    |
| 12    | 15 a 19 | 16    |
| 40    | 10 a 14 | 12    |
| 4     | 5 a 9   | 4     |
| 20    | 0 a 4   | 20    |

## Economia
El 2007 la població en edat de treballar era de 472 persones, 365 eren actives i 107 eren inactives. De les 365 persones actives 330 estaven ocupades (190 homes i 140 dones) i 35 estaven aturades (12 homes i 23 dones). De les 107 persones inactives 38 estaven jubilades, 27 estaven estudiant i 42 estaven classificades com a «altres inactius».

### Ingressos
El 2009 a Montaigut-le-Blanc hi havia 329 unitats fiscals que integraven 789,5 persones, la mediana anual d'ingressos fiscals per persona era de 16.798 €.

### Activitats econòmiques
Dels 29 establiments que hi havia el 2007, 4 eren d'empreses alimentàries, 2 d'empreses de fabricació d'altres productes industrials, 7 d'empreses de construcció, 9 d'empreses de comerç i reparació d'automòbils, 2 d'empreses d'hostatgeria i restauració, 1 d'una empresa immobiliària, 3 d'empreses de serveis i 1 d'una entitat de l'administració pública.
Dels 6 establiments de servei als particulars que hi havia el 2009, 1 era un taller de reparació d'automòbils i de material agrícola, 1 paleta, 1 fusteria, 1 lampisteria, 1 empresa de construcció i 1 restaurant.
Dels 2 establiments comercials que hi havia el 2009, 1 era una fleca i 1 una carnisseria.
L'any 2000 a Montaigut-le-Blanc hi havia 25 explotacions agrícoles que ocupaven un total de 649 hectàrees.

## Equipaments sanitaris i escolars
El 2009 hi havia una escola elemental.

## Poblacions més properes
El següent diagrama mostra les poblacions més properes.